# اللغة البجناكية
البجناكية (باللغة العثمانية: الپچنگيَّة) هي اللغة التركية المنقرضة المتحدث بها من قبل البجناك في أوروبا الشرقية (معظم أوكرانيا، أجزاء من جنوبي روسيا، مولدوفا وهنغاريا) فيما بين القرنين السابع والثاني عشر للميلاد.
الأرجح أنها عضو بفرع الأوغوز من شجرة اللغات التركية، لكن ضعف التوثيق لها وانعدام أي لغات منحدرة من البجناكية منعت اللغويين من إجراء تصنيف دقيق؛ قد يكون معظم الخبراء واثقون لحد ما من وضعها بين اللغات الأوغوز، لكن قد يرفضون تصنيفها على نحو أعمق.